# 楊與齡
楊與齡（1925年12月13日—），四川綦江縣人，台灣法律學者，中華民國前司法院大法官。

## 生平
1945年，楊與齡初入學中央政治學校（國立政治大學）法政系，其後法政系改組分家為政治系和法律系，選擇專攻法律，為法律系第十五期畢業生，之後從革命實踐研究院及國防研究院畢業。1950年，於司法官考試以第一名的成績及格；其後歷任法院推事（法官）、庭長，最高至最高法院推事之職。後又曾任司法行政部（法務部）民事司司長一職。1976年起擔任中華民國第四屆大法官；1985年連任為第五屆大法官；1994年任滿退職。
在學術方面，自1963年起，曾於逢甲大學、中國醫藥學院、國立政治大學、中國文化大學、東吳大學、銘傳大學、政治作戰學校及中央警察大學等校兼任副教授、教授之職。
楊與齡亦因其民事法之專長，先後被延攬為中華民國的民法、民事訴訟法、強制執行法及破產法之修正委員會委員。就台灣民事執行之領域而言，其見解有一定之權威地位，至2006年為止，楊與齡仍在擬具債務清理機制相關法規，為台灣因信用卡卡債所生的「卡奴」問題，提供寶貴意見。